# Fucàcies
Les Fucaceae són una família d'algues brunes que es caracteritzen per tenir un tal·lus gros i molt diferenciat, que sovint presenten aerocists i que es reprodueixen per oogàmia. Viuen generalment en mars freds. En total s'hi inclouen 8 gèneres diferents el més important dels quals és Fucus.